# Литература родной стороны

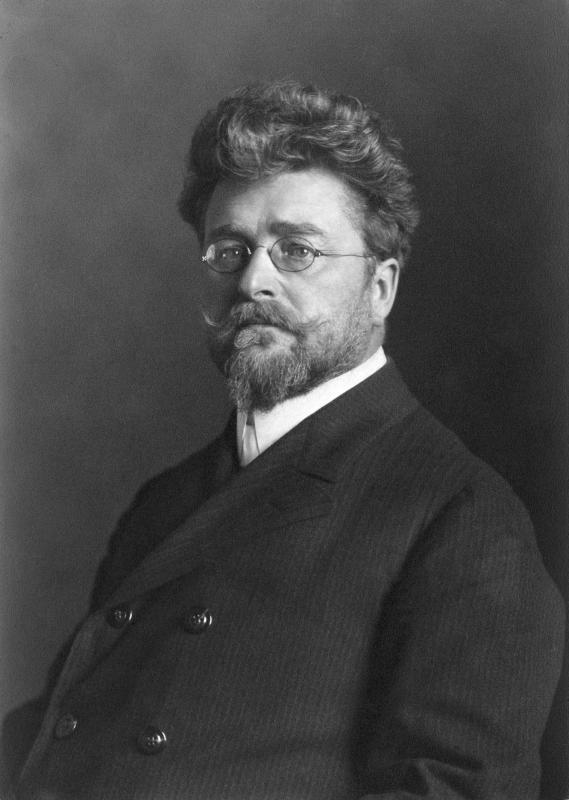
Людвиг Гангхофер

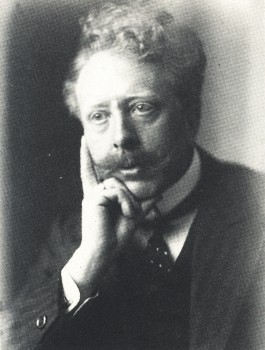
Рудольф Герцог

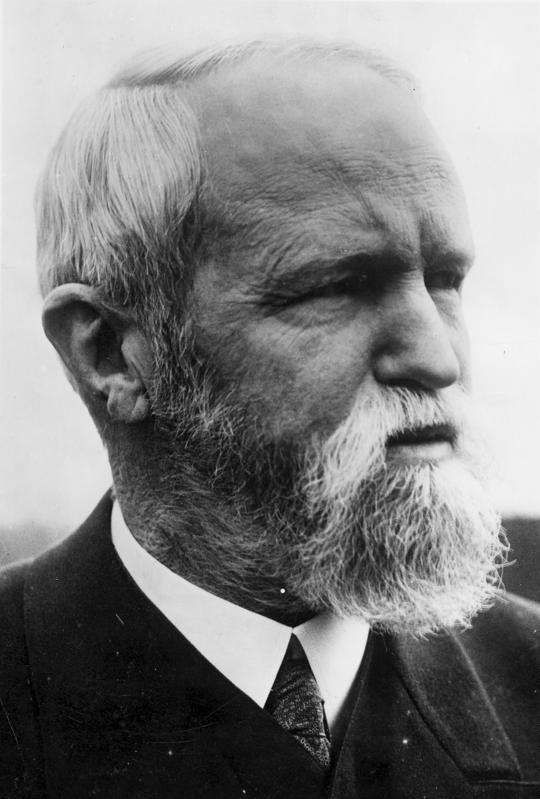
Густав Френсен

«Литература родной стороны» (нем. Heimatliteratur — «родная литература», «отечественная литература») — литературное направление в Германии на рубеже XIX и XX веков. «Отечество» или «родина» (нем. Heimat) в названии означает конкретное место, малую родину писателя, описываемую им в своих произведениях во всех этнографических и бытовых подробностях. Предшественниками «литературы родной стороны» считались Адальберт Штифтер, Готфрид Келлер, Вильгельм Раабе, Людвиг Анценгрубер. Понятие было введено в 1900 году издателями журнала «Родная сторона» (нем. Deutsche Heimat) Фридрихом Линхардом и Адольфом Бартельсом, придерживавшихся шовинистических взглядов.
Приверженцы «литературы родной стороны» создавали свои произведения в жанрах крестьянского романа, филистерской повести, сельской новеллы и деревенской драмы о жизни в хуторах, деревнях и небольших поселениях. Главные герои произведений «литературы родной стороны» — крестьяне, мастеровые, мелкие собственники, которых авторы пытались защитить от моральной угрозы капиталистического города под лозунгом «Долой Берлин!». Промышленный город отрывал перебравшихся туда сельских жителей от национальной почвы, превращал их в люмпенов, преступников и революционеров, предавших забвению национальные нравственные ценности: добропорядочность, трудолюбие, семейственность, законопослушание и веру в бога. «Литература родной стороны» с её поэтизацией традиционной деревенской жизни на природе противостояла засилью декадентских «ненемецких» литературных направлений: символизма, импрессионизма и натурализма.
Основные представители «литературы родной стороны» Людвиг Гангхофер и Рудольф Герцог писали тривиальные романы с натуралистическими описаниями деревенского быта, полные плоского юмора и сентиментальности. Густав Френсен получил известность благодаря роману «Йёрн Уль» (1901) о похождениях сельского подростка в городе. Близкими к «литературе родной стороны» считаются Вильгельм фон Поленц, написавший романы «Брейтендорфский пастор» (1893), «Крестьянин» (1895) и «Помещик из Грабенхагена» (1897), в которых разрабатывалась тема крушения патриархального деревенского уклада под натиском городской буржуазии. Л. Н. Толстой дал чрезвычайно высокую оценку роману Поленца «Крестьянин» за любовь автора к людям, которых он заставляет действовать. Бытописание деревенских нравов в Рейнской области и Познани присутствует в романах Клары Фибих «Бабья деревня» (1900) и «Сын своей матери» (1906), акцентированных внимание на биологическом начале в косно психологии крестьянства. Баварское крестьянство, обладающее силой воли, упрямством и жаждой наживы, описывал Людвиг Тома в романах «Андреас Фёст» (1905), «Вдовец» (1911) и «Грубиян» (1922).
После прихода национал-социалистов к власти в Германии в 1933 году «литература родной стороны» претерпела идеологические изменения влилась в официальную литературу нацистской Германии под названием «патриотический роман» (нем. Heimatroman), став одним из её четырёх литературных стандартов, допущенных министерством пропаганды и имперской палатой литературы наряду с фронтовой прозой, партийной литературой и этнологической прозой. Патриотический роман в нацистской Германии под девизом «Кровь и почва» воспроизводил истинно германский быт, защищал почвенность, популяризировал германский фольклор и восхвалял непостижимый мистический германский дух. В жанре патриотического романа в нацистской Германии творили Эрвин Гвидо Кольбенхейер, Ганс Фридрих Блунк, А. Мёгель. Сельский житель представал у них хранителем вечных национальных святынь, наделённым на уровне подсознания некой внутренней цельностью, чутким и враждебным к чужой крови. После Второй мировой войны «литература родной стороны» потеряла актуальность. Приверженность немецких писателей Генриха Бёлля, Зигфрида Ленца, Гюнтера Грасса, Иоахима Новотны своей малой родине неразрывно связана с общегуманистическими духовными ценностями.